# 梁莉姿
梁莉姿（英語：Leung Lee Chi，1995年1月14日—），香港女作家。早年就讀保良局黃永樹小學（2007年小六）和寶血會上智英文書院（2013年中六）。中學畢業後入讀香港中文大學中國語言及文學系，其後修讀聖地牙哥州立大學電影系課程，現為國立東華大學華文文學研究所藝術創作碩士生。曾獲多個文學獎，包括李聖華現代詩獎、多個青年文學獎、城市文學獎及中文文學創作獎等。亦是「關於詩社」的核心成員。她的作品散見於《明報》、《字花》、《大頭菜文藝月刊》及《香港文學》等文學雜誌。其已出版的小說集有《住在安全島上的人》、《明媚如是》（2018年12月出版）、《日常運動》（2022年6月，臺灣木馬文化出版）、《樹的憂鬱》（2023年5月，臺灣木馬文化出版），詩集有《雜音標本》。梁莉姿於2020年獲頒由香港藝術發展局舉辦的第十四屆香港藝術發展獎藝術新秀獎（文學藝術），同年獲邀擔任新加坡作家節嘉賓。她在2020至2021年間擔任香港電台社區參與廣播服務節目《香港文學十三邀》及《香港文學十三邀2之新生代小說作家》之製作人及主持，於電台中介紹香港文學團體及小說作家。2022年，擔任臺灣文學基地駐村作家。 2024年憑小說 《樹的憂鬱》 獲台灣文化部頒發金鼎獎(圖書類 - 文學圖書獎)。